# Adalbert Wolpert
Adalbert Wolpert (* 30. September 1897 in Krautheim an der Jagst, Landkreis Tauberbischofsheim; † 4. Mai 1968 in Würzburg) war ein deutscher Jurist, Diplom-Handelslehrer, SA-Obersturmführer und Politiker (1933 bis 1945 NSDAP, ab 1956 Freie Wählergemeinschaft). Er war Bürgermeister in Rodalben, Lohr am Main, Bad Kissingen, Würzburg und Dresden.

## Leben
Adalbert Wolpert, der Sohn eines Hauptlehrers meldete sich nach dem Besuch des Gymnasiums als Kriegsfreiwilliger und nahm von 1914 bis 1918 am Ersten Weltkrieg teil, zuletzt als Leutnant. Im Krieg wurde er mit dem Eisernen Kreuz beider Klassen und dem badischen Orden vom Zähringer Löwen mit Schwertern ausgezeichnet. Nach Ende des Weltkriegs war er noch im Freikorps aktiv.
Er begann im WS 1919/20 ein Studium der Rechtswissenschaften in Heidelberg, dass er im Jahr 1923 mit dem bayerischen Referendarexamen abschloss. Hier wurde er bei der Sängerschaft Thuringia aktiv. Nach einem Jahr richterlichen Vorbereitungsdienstes trat er in die Handelshochschule in Mannheim ein, da ihm wegen des Fehlens der bayerischen Staatsangehörigkeit die weitere Tätigkeit im bayerischen Staatsdienst verweigert wurde. Im Jahr 1925 wurde er an der rechts- und staatswissenschaftlichen Fakultät der Universität Würzburg promoviert. Seine Dissertation hat das Thema „Das Vergiftungsverbrechen mit besonderer Berücksichtigung des Versuchs“. Im Folgejahr 1926 legte er in Mannheim das Diplom-Handelslehrer-Examen ab. Im folgenden Jahr 1927 wurde Wolpert für die Dauer von zehn Jahren zum Ersten Bürgermeister der Gemeinde Rodalben in der Pfalz gewählt.
Während der „Machtergreifung“ der Nationalsozialisten wurde er am 15. April 1933 zum Ersten Bürgermeister der Stadt Lohr am Main ernannt. Am 1. Mai 1933 trat er in die NSDAP ein und machte innerhalb kurzer Zeit Parteikarriere. Im Juli des Jahres wurde er Kreisamtsleiter des „Amtes für Kommunalpolitik“ und 1934 folgte die Ernennung zum Gauamtsleiter für Kommunalpolitik. Damit gehörte Wolpert zum inneren Kreis der Gauleitung Mainfranken. Am 2. April 1935 wurde er zum Ehrenführer des Reichsarbeitsdienstes im Rang eines Oberfeldmeisters ernannt. Im Jahr 1937 folgte die Ernennung zum Ehrenarbeitsführer und zum SA-Obersturmführer.
Gemäß Regierungsentschließung vom 6. April 1939 wurde Wolpert zum hauptamtlichen Oberbürgermeister der Stadt Bad Kissingen ernannt und nahm mit feierlicher Amtseinführung am 3. Juni in Anwesenheit einiger Parteigrößen am 1. Juni 1939 als Nachfolger von Max Pollwein seinen Dienst auf. Zum 31. Juli 1939 trat Wolpert aus der katholischen Kirche aus.
Als Hauptmann der Reserve diente er während des Westfeldzuges 1940 beim 4,/I.R. 106, 1942 war er Kommandeur III./I.R. 451.
Auf besonderen Wunsch des Gauleiters Mainfranken Otto Hellmuth wurde Wolpert dann zum 1. August 1943 zum hauptamtlichen Zweiten rechtskundigen Bürgermeister der Stadt Würzburg unter Theo Memmel ernannt als bis 1945 amtierender Nachfolger des zum Regierungsvizepräsidenten in Würzburg ernannten Oskar Rudolf Dengel. Er war dort zugleich Stadtkämmerer. Die in § 40 der Deutschen Gemeindeordnung geforderte Voraussetzung einer Befähigung zum Richteramt oder zum höheren Verwaltungsdienst wurde mit Duldung des Reichsstatthalters von Bayern bei seiner Ernennung außer Kraft gesetzt. Um diese Stelle antreten zu können, hatte ihn allerdings sein augenblicklicher Dienstherr, die Ratsherren der Stadt Bad Kissingen, am 19. Juli 1943 zunächst bis auf weiteres beurlauben müssen. Zum 1. August 1944 wurde Wolpert schließlich aus dem Amt des Bad Kissinger Bürgermeisters entlassen.
Schon im Mai 1944 hatte Wolpert seinen Dienst in der Abteilung IV des Reichsinnenministeriums angetreten als Leiter der Unterabteilung „Personalangelegenheiten der Gemeinden und Gemeindeverbände“. Im August 1944 wurde er Leiter des Referats „Mitwirkung bei der Vereinfachung des Wehrmachtswesens“. Schließlich wurde er im März 1945 auf Befehl Heinrich Himmlers noch kommissarisch mit der Wahrnehmung der Geschäfte des Oberbürgermeisters der Stadt Dresden beauftragt.
In den letzten Kriegstagen war er maßgeblich an der kampflosen Übergabe Bad Kissingens an die Amerikaner beteiligt.
Nach dem Zweiten Weltkrieg war er Gründer und geschäftsführender Vorsitzender der Gemeinnützigen Wiederaufbaugenossenschaft „Heimathilfe“ und ab 1956 ehrenamtlicher Stadtrat der Freien Wählergemeinschaft in Würzburg.

## Orden und Ehrenzeichen
- Eisernes Kreuz (1914) II. Klasse am 20. August 1916
- Eisernes Kreuz (1914) I. Klasse am 20. September 1918
- Ritterkreuz II. Klasse des Ordens vom Zähringer Löwen mit Schwertern am 4. April 1918
- Schlesischer Adler I. Stufe am 15. Juli 1921
- Ehrenkreuz für Frontkämpfer am 18. Dezember 1934
- Spange zum Eisernen Kreuz II. und I. Klasse am 23. Mai und 27. Juli 1940
- Deutsches Kreuz in Gold am 2. April 1942[3]